# Abu al-Jud
Abū al-Jūd, Muhammad b. Ahmad b. al-Layth foi um matemático iraniano que viveu no século X e foi contemporâneo de Al-Biruni. Não se sabe muito sobre sua vida. Ele parece ter vivido no oriente de Khurasan, no território de Samânida. Sa'id al-Andalusi alegou que ele viveu na cidade de Valência (Balansiya) e morreu em 1014 ou 1015, mas outras fontes não mencionam essas informações. É provável que ele tenha se tornado um escriba, após a aquisição de conhecimentos básicos de matemática.
No século X Abu al-Jud usou cônicas para resolver equações cúbicas, um século antes da mais famosa obra de Omar Khayyam.